# Nataliya Kuznetsova
Nataliya Kuznetsova là một nữ vận động viên thể hình chuyên nghiệp người Nga. Cô hiện đang nắm giữ các kỉ lục cử tạ, deaflift và từng vô địch thế giới về cử tạ năm 2014.

## Giới thiệu
Nataliya Kuznetsova được biết đến là nữ vận động viên thể hình có cân nặng lớn nhất - 243 pound (110 kg).

## Đời sống
Nataliya Kuznetsova sinh ngày 1 tháng 7, 1991 , tại Thành phố Chita, Nga.
Nataliya bắt đầu đến phòng tập năm 14 tuổi. Cha của cô nghĩ rằng tập thể dục sẽ giúp con gái mình tự tin hơn.
Ở tuổi 15, Nataliya đã dành chức vô địch khu vực Zabaykalsky Krai. Trước đó, cô chỉ cân nặng khoảng 40kg (so với hiện tại là hơn 110kg).
Nataliya Kuznetsova gặp chồng của mình là Vladiskav Kuznetsov 10 năm trước, anh ta trở thành huấn luyện viên cá nhân của cô, lên kế hoạch tập luyện, chế độ ăn uống,...